# Alé Cipollini/Saison 2016
Dieser Artikel beschreibt die Mannschaft und die Siege des Radsportteams Alé Cipollini in der Saison 2016.

## Mannschaft
| Teamkader 2019          | Teamkader 2019    | Teamkader 2019 | Teamkader 2019                        |
| Name                    | Geburtsdatum      | Land           | Vorheriges Team                       |
| ----------------------- | ----------------- | -------------- | ------------------------------------- |
| Na Ah-reum              | 24. März 1990     | Südkorea       |                                       |
| Giorgia Bariani         | 19. November 2000 | Italien        |                                       |
| Jelena Erić             | 15. Januar 1996   | Serbien        | Cylance (2018)                        |
| Chloe Hosking           | 1. Oktober 1990   | Australien     | Wiggle High5 (2016)                   |
| Romy Kasper             | 5. Mai 1988       | Deutschland    | Boels Dolmans (2016)                  |
| Soraya Paladin          | 4. Mai 1993       | Italien        | Top Girls Fassa Bortolo (2016)        |
| Diana Peñuela           | 8. September 1986 | Kolumbien      | UnitedHealthcare Women's Team (2018)  |
| Nadia Quagliotto        | 22. März 1997     | Italien        | Top Girls Fassa Bortolo (2018)        |
| Jessica Raimondi        | 21. Februar 1999  | Italien        |                                       |
| Karlijn Swinkels        | 28. Oktober 1998  | Niederlande    | Parkhotel Valkenburg-Destil (2017)    |
| Anna Trevisi            | 8. Mai 1992       | Italien        | Inpa Sottoli Bianchi Giusfredi (2015) |
| Marjolein van 't Geloof | 27. März 1996     | Niederlande    | Lotto Soudal Ladies (2018)            |
| Eri Yonamine            | 25. April 1991    | Japan          | Wiggle High5 (2018)                   |
|                         |                   |                |                                       |
| Quelle: UCI             |                   |                |                                       |

## Siege
- Gran Prix San Luis Femenino: Małgorzata Jasińska
- 2. Etappe Tour Femenino de San Luis: Marta Tagliaferro
- Omloop van het Hageland - Tielt-Winge: Marta Bastianelli
- Gran Premio della Liberazione Donne: Marta Bastianelli
- 5. Etappe Gracia Orlová: Marta Tagliaferro
- Crescent Women World Cup Vargarda: Emilia Fahlin
- 2. und 4. Etappe Trophée d’Or Féminin: Marta Bastianelli